# Gromee
Gromee, właśc. Andrzej Gromala (ur. 14 grudnia 1978 w Krakowie) – polski producent muzyczny, remikser, autor tekstów, DJ, tworzący głównie muzykę klubową.
Reprezentant Polski (wraz z Lukasem Meijerem) w 63. Konkursie Piosenki Eurowizji (2018). Kierownik muzyczny 17. i 18. edycji Konkursu Piosenki Eurowizji dla Dzieci (2019, 2020). 
Współpracował z wieloma polskimi i zagranicznymi wykonawcami, takimi jak m.in. Andreas Moe, Anderz Wrethov, Terry B!, Sadiq Onifade (WurlD), May-Britt Scheffer, Mahan Moin, Tommy Gunn, Ali Tennant czy Jayden Feldes. Występował także z artystami, takimi jak Steve Aoki, Deorro, Nervo, R3hab czy Golec uOrkiestra.

## Życiorys

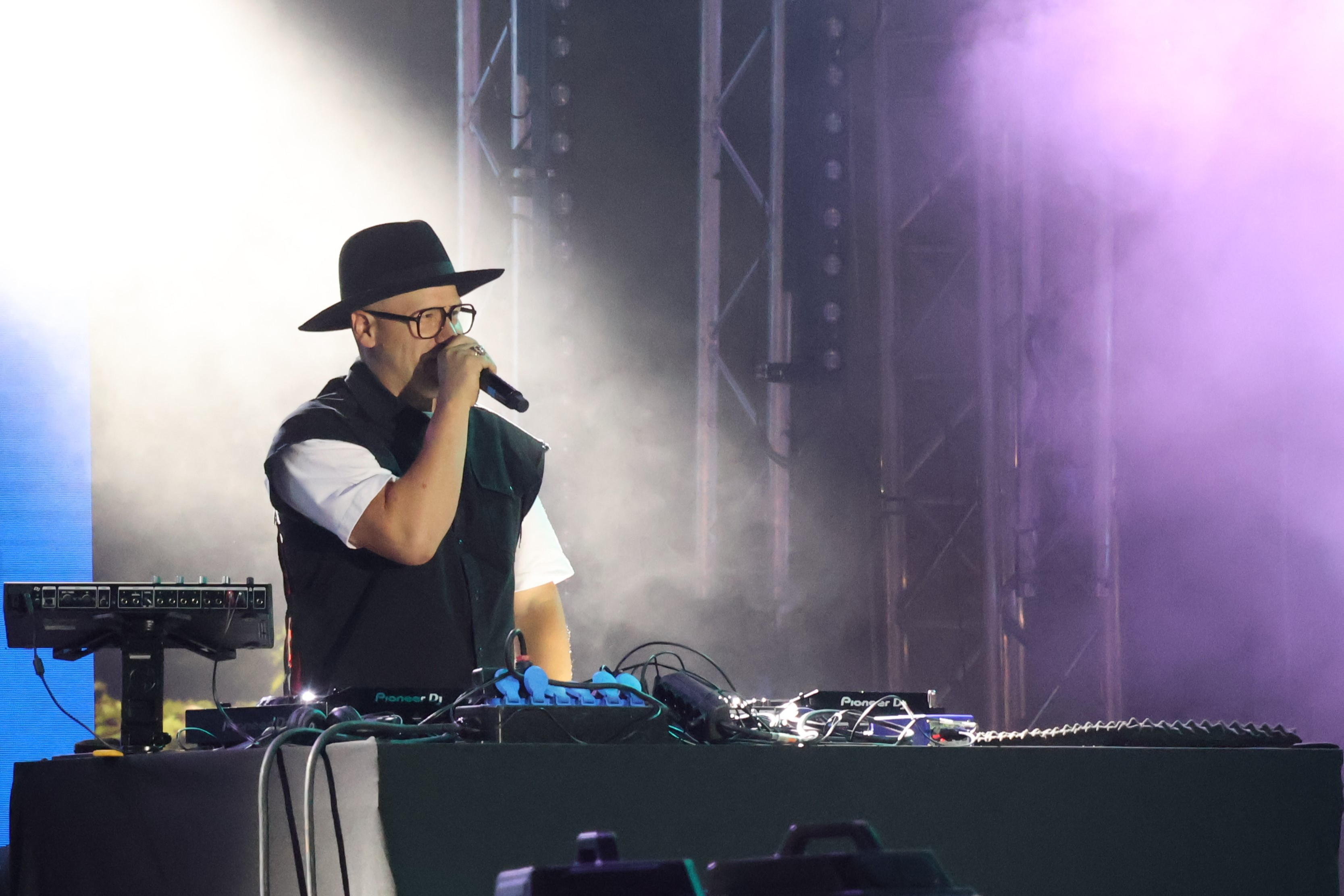
Gromee podczas Dni Bielska-Białej 2024

Był DJ-em w Radiu Region, które w 2004 przekształciło się w RMF Maxxx. W 2011 debiutował na rynku fonograficznym utworem „Open Up Your Heart”. W 2013 otworzył własną wytwórnię muzyczną Kingztown Music.
W 2014 i 2015 wystąpił m.in. na Sunrise Festival, a w latach 2015–2016 pojawił się na Life Festival Oświęcim, grając m.in. przed Eltonem Johnem. W 2015 podpisał kontrakt z wytwórnią Sony Music, która wydała jego utwór „Follow You”. Piosenka znalazła się wśród 100 najchętniej granych w radiu utworów w Europie, emitowany był w rozgłośniach radiowych m.in. w Danii, Szwecji, Holandii, Czechach, Niemczech i Rosji oraz dotarł do 11. miejsca zestawienia najczęściej odtwarzanych utworów w rozgłośniach radiowych AirPlay – Top w Polsce, gdzie uzyskał status złotej płyty. W 2016 zaprezentował singel „Fearless”, w którym gościnnie zaśpiewała May-Britt Scheffer, dotarł do 10. miejsca na liście AirPlay i uzyskał status platynowej płyty od ZPAV. W kwietniu 2016 zagrał jako support przed koncertem Mariah Carey w Krakowie. Jesienią wydał utwór „Spirit”, który dotarł do pierwszego miejsca list przebojów w Polsce.  17 czerwca 2017 otrzymał statuetkę w kategorii Najlepszy DJ/Producent podczas 16. gali rozdania nagród Eska Music Award. W listopadzie wydał utwór „Without You”, który zaśpiewał Lukas Meijer. Piosenka dotarła do 9. miejsca najczęściej granych utworów w polskich rozgłośniach radiowych, a ponadto singel zdobył status platynowej płyty. Do utworu powstał teledysk. W grudniu wydał świąteczny singel „Zaśnieżone miasta”, nagrany we współpracy z chórem Sound’n’Grace. Utwór dotarł do 23. miejsca w zestawieniu AirPlay.
W lutym 2018 z singlem „Light Me Up”, nagranym z Lukasem Meijerem, zakwalifikował się do finału Krajowych Eliminacji do Konkursu Piosenki Eurowizji. Z utworem uchodzili za faworytów do wygrania selekcji wśród fanów konkursu. 3 marca zwyciężyli w eliminacjach (zajęli 3. miejsce u jury i 1. miejsce u widzów), co zapewniło im prawo do reprezentowania Polski w 63. Konkursie Piosenki Eurowizji w Lizbonie. Dwa tygodnie po wygranej w eliminacjach wydał debiutancki album studyjny pt. Chapter One, stanowiący zbiór jego dotychczasowych hitów. Album uplasował się na ósmym miejscu według oficjalnej listy sprzedaży OLiS, a w tydzień od premiery pokrył się złotem. W kwietniu wystąpił z Meijerem na przedeurowizyjnych koncertach promocyjnych organizowanych w Londynie i Amsterdamie, a 10 maja zaprezentowali się w drugim półfinale Eurowizji i zajęli 14. miejsce z dorobkiem 21 pkt od jury (15. miejsce) oraz 60 pkt od widzów (10. miejsce), nie zdobywając awansu do finału. Pomimo tego utwór został dobrze przyjęty za granicą: zdobył popularność w portalach streamingowych m.in. w Szwecji, Estonii, Danii, Austrii, Belgii, Holandii, Norwegii i Litwie oraz na Węgrzech. Po udziale w konkursie wydał utwór „One Last Time”, który zaśpiewał Jesper Jenset. Utwór znalazł się na 1. miejscu najczęściej granych piosenek w polskich rozgłośniach radiowych. Pod koniec sierpnia wystąpili wspólnie podczas organizowanego w Amfiteatrze Kadzielnia w Kielcach koncertu „Przebój Lata 2018 RMF FM i Polsatu” w ramach konkursu na najlepszy utwór wakacji 2018. 14 grudnia w siedzibie krakowskiego Centrum Kongresowego ICE zorganizował koncert muzyki elektronicznej w wykonaniu orkiestry symfonicznej – Orcheston. Koncert odniósł sukces frekwencyjny i medialny, dzięki czemu zaplanowane zostały kolejne edycje Orchestonu.
Od 2019 współpracuje z Martą Gałuszewską, efektem ich współpracy są utwory „Love You Better” oraz „Share the Joy”, będący utworem przewodnim 17. Konkursu Piosenki Eurowizji dla Dzieci. Również w 2019 został sparodiowany przez popularnego youtubera Klocucha w jednym z jego filmów. W 2020 zasiadał w komisji jurorskiej wyłaniającej reprezentanta Polski w 65. Konkursie Piosenki Eurowizji i 18. Konkursie Piosenki Eurowizji dla Dzieci. Autor hymnu Eurowizji Junior 2020 – „Move The World” oraz piosenki polskiej reprezentantki – „I’ll Be Standing”. Od 10 września do 12 listopada 2021 roku był jurorem programu Polsatu pt. Twoja twarz brzmi znajomo. W maju 2023 z utworem „Ty i ja”, który nagrał z żoną, Sarą Chmiel-Gromalą, zakwalifikował się do koncertu „Premiery” w ramach 60. KFPP w Opolu. 

## Życie prywatne
7 kwietnia 2018 poślubił Sarę Chmiel. Mają troje dzieci: Franciszka (ur. 28 października 2018), Helenę (ur. 11 października 2020) i Henryka (ur. 9 marca 2022).

## Dyskografia
Albumy studyjne
| Rok  | Dane dot. albumu | Najwyższa pozycja na liście | Certyfikat         | Sprzedaż       |
| Rok  | Dane dot. albumu | POL                         | Certyfikat         | Sprzedaż       |
| ---- | --- | --------------------------- | ------------------ | -------------- |
| 2018 | Chapter One - Wydany: 16 marca 2018 - Wytwórnia: Sony Music Entertainment Poland - Format: CD, digital download, streaming | 8                           | - POL: złota płyta | - POL: 15 000+ |

Minialbumy
| Rok  | Dane dot. albumu                                                                                    |
| ---- | --------------------------------------------------------------------------------------------------- |
| 2022 | Tiny Sparks - Wydany: 6 maja 2022 - Wytwórnia: Sony Music - Format: CD, digital download, streaming |

Single
| Rok | Tytuł                                                                          | Najwyższa pozycja na liście | Najwyższa pozycja na liście | Najwyższa pozycja na liście | Najwyższa pozycja na liście | Najwyższa pozycja na liście | Najwyższa pozycja na liście | Najwyższa pozycja na liście | Certyfikat                | Sprzedaż       | Album       |
| Rok | Tytuł                                                                          | POL (airplay)               | POL (airplay nowości)       | POL (streaming)             | CZE                         | SVK                         | WNP                         | WNP                         | Certyfikat                | Sprzedaż       | Album       |
| Rok | Tytuł                                                                          | POL (airplay)               | POL (airplay nowości)       | POL (streaming)             | CZE                         | SVK                         | Radio & YouTube             | Radio                       | Certyfikat                | Sprzedaż       | Album       |
| --- | ------------------------------------------------------------------------------ | --------------------------- | --------------------------- | --------------------------- | --------------------------- | --------------------------- | --------------------------- | --------------------------- | ------------------------- | -------------- | ----------- |
| 2011 | „Open Up Your Heart” (gościnnie: Jayden Felder)                                | –                           | –                           | X                           | –                           | –                           | –                           | –                           |                           |                | –           |
| 2012 | „You Make Me Say” (gościnnie: Tommy Gunn i Ali Tennant)                        | –                           | –                           | X                           | –                           | –                           | –                           | 194                         |                           |                | –           |
| 2012 | „Live for the Light” (gościnnie: Ali Tennant)                                  | –                           | –                           | X                           | –                           | –                           | –                           | 253                         |                           |                | –           |
| 2012 | „Hurricane” (gościnnie: Terri B!)                                              | –                           | –                           | X                           | –                           | –                           | –                           | –                           |                           |                | Chapter One |
| 2013 | „Gravity” (gościnnie: Andreas Moe)                                             | –                           | –                           | X                           | –                           | –                           | –                           | 217                         |                           |                | Chapter One |
| 2013 | „All Night” (gościnnie: WurlD)                                                 | –                           | –                           | X                           | –                           | –                           | –                           | –                           |                           |                | –           |
| 2014 | „Live Forever” (gościnnie: Wrethov)                                            | –                           | 1                           | X                           | –                           | –                           | –                           | 198                         |                           |                | –           |
| 2015 | „Follow You” (gościnnie: WurlD)                                                | 11                          | 2                           | X                           | –                           | –                           | –                           | –                           | - POL: złota płyta        | - POL: 10 000+ | Chapter One |
| 2015 | „2BA”                                                                          | –                           | –                           | X                           | –                           | –                           | –                           | –                           |                           |                | Chapter One |
| 2015 | „Who Do You Love” (gościnnie: WurlD)                                           | –                           | –                           | X                           | –                           | –                           | 478                         | 201                         |                           |                | Chapter One |
| 2016 | „Fearless” (gościnnie: May-Britt Scheffer)                                     | 10                          | 1                           | X                           | –                           | –                           | 630                         | 228                         | - POL: 2× platynowa płyta | - POL: 40 000+ | Chapter One |
| 2016 | „Spirit” (gościnnie: Mahan Moin)                                               | 1                           | 2                           | X                           | –                           | –                           | 462                         | 182                         | - POL: platynowa płyta    | - POL: 20 000+ | Chapter One |
| 2017 | „All Night 2017” (gościnnie: WurlD)                                            | –                           | –                           | X                           | –                           | –                           | –                           | –                           |                           |                | Chapter One |
| 2017 | „Runaway” (gościnnie: Mahan Moin)                                              | 7                           | 4                           | X                           | –                           | –                           | –                           | –                           | - POL: złota płyta        | - POL: 10 000+ | Chapter One |
| 2017 | „Seagulls”                                                                     | –                           | –                           | X                           | –                           | –                           | –                           | –                           |                           |                | –           |
| 2017 | „Without You” (gościnnie: Lukas Meijer)                                        | 9                           | 1                           | X                           | –                           | –                           | –                           | 958                         | - POL: platynowa płyta    | - POL: 20 000+ | Chapter One |
| 2017 | „Zaśnieżone miasta” (gościnnie: Sound’n’Grace)                                 | 23                          | 1                           | 32                          | –                           | –                           | –                           | –                           |                           |                | –           |
| 2018 | „Light Me Up” (gościnnie: Lukas Meijer)                                        | 1                           | 1                           | X                           | 16                          | 27                          | 126                         | 99                          | - POL: 2× platynowa płyta | - POL: 40 000+ | Chapter One |
| 2018 | „One Last Time” (gościnnie: Jesper Jenset)                                     | 1                           | 4                           | X                           | 33                          | –                           | –                           | –                           | - POL: 3× platynowa płyta | - POL: 60 000+ | –           |
| 2019 | „Love Me Now” (gościnnie: WurlD i Devvon Terrell)                              | 62                          | 4                           | X                           | –                           | –                           | –                           | –                           |                           |                | –           |
| 2019 | „Górą Ty” (oraz Golec uOrkiestra, gościnnie: Bedoes)                           | 2                           | 5                           | X                           | –                           | –                           | –                           | –                           |                           |                | Symphoetnic |
| 2019 | „Love You Better”                                                              | 10                          | –                           | X                           | –                           | –                           | –                           | –                           |                           |                | –           |
| 2019 | „Król” (oraz Edyta Górniak)                                                    | 10                          | 5                           | X                           | –                           | –                           | –                           | –                           | - POL: 2× platynowa płyta | - POL: 40 000+ | –           |
| 2019 | „Share the Joy”                                                                | 2                           | 3                           | X                           | –                           | –                           | –                           | –                           |                           |                | –           |
| 2020 | „Sweet Emotions” (oraz Jesper Jenset)                                          | 6                           | 1                           | X                           | –                           | –                           | –                           | –                           |                           |                | Tiny Sparks |
| 2020 | „Powiedz mi (kto w tych oczach mieszka)” (gościnnie: Ania Dąbrowska i AbradAb) | 6                           | 1                           | X                           | –                           | –                           | –                           | –                           | - POL: platynowa płyta    | - POL: 20 000+ | Tiny Sparks |
| 2020 | „Worth It” (gościnnie: Ásdís)                                                  | 1                           | 1                           | X                           | –                           | –                           | 461                         | 146                         | - POL: złota płyta        | - POL: 10 000+ | Tiny Sparks |
| 2021 | „Cool Me Down” (oraz Inna)                                                     | 2                           | 1                           | X                           | 12                          | –                           | –                           | 147                         | - POL: złota płyta        | - POL: 25 000+ | Tiny Sparks |
| 2021 | „Talk to Me” (oraz Catali)                                                     | 23                          | –                           | X                           | –                           | –                           | –                           | –                           |                           |                | Tiny Sparks |
| 2021 | „Broken” (oraz Olivia Addams)                                                  | 95                          | 5                           | X                           | –                           | –                           | –                           | –                           |                           |                | Tiny Sparks |
| 2022 | „Send My Your Love” (oraz Antonia)                                             | 5                           | 1                           | X                           | –                           | –                           | –                           | –                           |                           |                | Tiny Sparks |
| 2022 | „Aura” (oraz Wiatr)                                                            | –                           | –                           | X                           | –                           | –                           | –                           | –                           |                           |                | –           |
| 2022 | „Sztuka latania” (oraz Wac Toja, Sara Chmiel i Jan Borysewicz)                 | 33                          | 1                           | X                           | –                           | –                           | –                           | –                           | - POL: złota płyta        | - POL: 25 000+ | –           |
| 2022 | „Ostatni walczyk” (oraz Sara Chmiel)                                           | –                           | –                           | X                           | –                           | –                           | –                           | –                           |                           |                | –           |
| 2023 | „Ty i ja” (oraz Sara Chmiel)                                                   | 14                          | X                           | –                           | –                           | –                           | –                           | –                           |                           |                | –           |
| 2023 | „Don’t Stop the Party” (oraz Iraida)                                           | –                           | X                           | –                           | –                           | –                           | –                           | –                           |                           |                | –           |
| 2023 | „Lost You”                                                                     | –                           | X                           | –                           | –                           | –                           | –                           | –                           |                           |                | –           |
| 2023 | „Lover” (gościnnie: Kaeyra)                                                    | –                           | X                           | –                           | –                           | –                           | –                           | –                           |                           |                | –           |
| 2024 | „Deja Vu” (oraz Gamuel Sori i Kairos Grove)                                    | –                           | X                           | –                           | –                           | –                           | –                           | –                           |                           |                | –           |
| 2024 | „The Way It Goes” (oraz Iraida)                                                | –                           | X                           | –                           | –                           | –                           | –                           | –                           |                           |                | –           |
| 2024 | „Tylko Ty” (oraz Golec uOrkiestra)                                             | –                           | X                           | –                           | –                           | –                           | –                           | –                           |                           |                | –           |
| 2024 | „Helium”                                                                       | –                           | X                           | –                           | –                           | –                           | –                           | –                           |                           |                | –           |
| 2025 | „Goodbye”                                                                      | –                           | X                           | –                           | –                           | –                           | –                           | –                           |                           |                | –           |
| 2025 | „Nie zobaczy nikt” (oraz Sara Chmiel)                                          | –                           | X                           | –                           | –                           | –                           | –                           | –                           |                           |                | –           |
| 2025 | „Fire” (oraz Tyler Shaw)                                                       | 57                          | X                           | –                           | –                           | –                           | –                           | –                           |                           |                | –           |
| „–” oznacza, że singel nie był notowany na danej liście. „X” oznacza, że lista nie istniała w danym okresie. |                                                                                |                             |                             |                             |                             |                             |                             |                             |                           |                |             |

Single promocyjne
| Rok                                                      | Tytuł                        | Najwyższe pozycje na listach | Album |
| Rok                                                      | Tytuł                        | POL (Apple Music)            | Album |
| -------------------------------------------------------- | ---------------------------- | ---------------------------- | ----- |
| 2020                                                     | „Hope (Glory to the Heroes)” | –                            | –     |
| 2020                                                     | „Another day”                | 83                           | –     |
| 2021                                                     | „Cracow in the Crown”        | –                            | –     |
| „–” oznacza, że singel nie był notowany na danej liście. |                              |                              |       |

Remiksy
| Rok                                                      | Wykonawca / Utwór                                          | Najwyższe pozycje na listach | Źródło |
| Rok                                                      | Wykonawca / Utwór                                          | POL (Airplay)                | Źródło |
| -------------------------------------------------------- | ---------------------------------------------------------- | ---------------------------- | ------ |
| 2010                                                     | Nelly Furtado – „Night Is Young” (Gromee Remix)            | –                            | [ 61 ] |
| 2013                                                     | Depeche Mode – „Walking in My Shoes” (Gromee Remix)        | –                            | [ 62 ] |
| 2015                                                     | Giorgio Moroder – „Déjà vu”, gościnnie: Sia (Gromee Remix) | –                            | [ 63 ] |
| 2015                                                     | Ania Dąbrowska – „Nieprawda” (Gromee Remix)                | 1                            | [ 64 ] |
| 2016                                                     | Beata – „Upiłam się Tobą” (Gromee Remix)                   | –                            | [ 65 ] |
| 2018                                                     | Reni Jusis – „Ćma” (Gromee Remix)                          | 21                           | [ 66 ] |
| 2019                                                     | Netta – „Bassa Sababa” (Gromee Remix)                      | 23                           | [ 67 ] |
| 2023                                                     | Doda – „Wodospady” (Gromee Remix)                          | –                            | [ 68 ] |
| 2023                                                     | Doda – „Bez Ciebie Chcę Żyć wiecznie” (Gromee Remix)       |                              |        |
| „–” oznacza, że singel nie był notowany na danej liście. |                                                            |                              |        |

Utwory dla innych artystów
| Rok  | Wykonawca                        | Album      | Utwór                        | Uwagi | Źr.    |
| ---- | -------------------------------- | ---------- | ---------------------------- | --- | ------ |
| 2016 | Łzy                              | Łzy 20     | „Jesteś powietrzem”          | słowa, muzyka (z Sarą Chmiel, Adamem Konkolem, Rafałem Trzaskalikiem, Arkadiuszem Dzierżawą, Dawidem Krzykałą i Adrianem Wieczorkiem) | [ 69 ] |
| 2016 | Patryk Kumór                     | 11         | „Nudzę się”                  | słowa, muzyka (z Patrykiem Kumórem i Jakubem Kaczmarkiem)                                                                             | [ 70 ] |
| 2017 | Benny G., gościnnie: Monty Wells | –          | „Watch Me Burn”              | muzyka (z Dariuszem Gwoździem) | [ 71 ] |
| 2018 | Alessia D’Andrea                 | Soldier On | „Set Me Free Set Me on Fire” | aranżacja | [ 72 ] |
| 2018 | Runtree, gościnnie Elyar Fox     | –          | „Molly”                      | muzyka, słowa | [ 73 ] |
| 2019 | Edyta Górniak                    | –          | „My Way”                     | produkcja, muzyka, słowa, mastering, miksowanie                                                                                       | [ 74 ] |
| 2020 | Feel                             | –          | „Bezpieczny ląd”             | muzyka (z Piotrem Kupichą i Piotrem Brzychcym)                                                                                        | [ 75 ] |
| 2020 | Alicja Tracz                     | –          | „I’ll Be Standing”           | słowa i muzyka (z Sarą Chmiel) | [ 76 ] |